# Alexej I. Turzo
Alexej (I.) Turzo nebo Alexius (I.) Turzo (dříve též Alexej Thurzo, Alexius Thurzo Bethlenfalvy; maďarsky Thurzó Elek) (1490?, Slovensko – 25. leden 1543; pohřben v Levoči) byl uherský stoliční a královský hodnostář z rodu Thurzů.

## Rodina
- rodiče:
  - otec Ján III. Turzo (1437–1508)
  - matka Barbora Becková (Barbara Beck)
- bratr Juraj III. Turzo (1467–1521)
- manželky (jména jsou v moderní maďarštině):
  - Anna Szatmári
  - Magdolna Székely
- děti (s Magdolnou):
  - Anna Turzová
  - Alžbeta Turzová († 1573)

## Životopis
Po otci a bratrovi to byl hlavní představitel turzovsko-fuggerovské společnosti v Uhersku, kremnický hrabě (do 1523), dědičný spišský hrabě (do 1543), královský místodržitel Ferdinanda I., zemský soudce a palatin. Udržoval bohaté styky s významnými humanistickými spisovateli, Erasmus Rotterdamský mu věnoval výklad Plutarchovy knihy De non erascendo (1527). Podporoval rozvoj evangelických škol, byl mecenášem studentů a chudých.

## Památky
- Renesanční náhrobní epitaf (1543) v křestní kapli kostela sv. Jakuba v Levoči